# کلش بزرگ
کلاش بزرگ یک روستا در ایران است که در منطقه یورتچی واقع شده‌است. کلاش بزرگ جز روستاهای لاکچری منطقه خود می باشد و کف این روستا سنگ فرش شده است 
و با درایت ساکنین و اعضا درحال پیشرفت روز افزون میباشد 
یاشاسین کلاش _
محمد دانشوری